# کارلی
کارلی (به گرجی: ქარელი) شهری در استان شیدا کارتلی گرجستان است. جمعیت این شهر طبق سرشماری سال ۲۰۰۹ میلادی ۷٬۶۰۰ نفر بوده‌است.